# جوزيف أندرو تشيشولم
جوزيف أندرو تشيشولم هو محامي وقاضي كندي، ولد في 9 يناير 1863، وتوفي في 22 يناير 1950.